# Адриeн дьо Жерлаш дьо Гомери
Адриан Виктор Жозеф дьо Жерлаш дьо Гомери (на френски: Adrien Victor Joseph de Gerlache de Gomery) e белгийски офицер от Кралския флот и полярен изследовател.

## Произход и военна кариера (1866 – 1896)
Роден е на 2 август 1866 година в Хаселт, провинция Лимбург, Белгия, в стар дворянски род. Учи инженерство в Свободния университет на Брюксел и прекарва ваканциите си като юнга на борда на трансатлантически и риболовни кораби. След като завършва през 1885 постъпва в Кралския военноморски флот на Белгия и е удостоен с първи унтерофицерски чин на 19 януари 1886. Впоследствие записва и завършва офицерското училище в Остенде, назначен е на хидрографския кораб „Белгия“ и през 1890 получава звание лейтенант.
По време на военната си служба за първи път се заинтересува от полярни пътешествия и през 1895 участва в изследвания на остров Ян Майен и Източна Гренландия. През 1896 получава покана от Нилс Адолф Ерик Норденшелд да участва в шведска експедиция в Гренландия, но тя така и не се провежда поради липса на финансови средства. В отговор Жерлаш предлага план за собствена експедиция.

## Експедиционна дейност (1896 – 1903)

### Експедиция в Антарктика (1896 – 1899)
Главен спонсор на белгийската антарктическа експедиция е белгийския крал Леополд ІІ. Немалко средства отпуска и Белгийското географско дружество, а също и производителят на сода Ернест Солвей. Програмата на експедицията е доста обширна: освен географските и картографски дейности включва изследване на Южния магнитен полюс, планират се колониални завоювания в Южното полукълбо и търсене на полезни изкопаеми.
През 1896 Жерлаш купува норвежки китобоен кораб и го преименува на „Белгия“. Личния състав се състои от 19 души и е интернационален – девет белгийци, шест норвежци, двама поляци и по един румънец и американец. От норвежка страна участва прочулият се по-късно Роалд Амундсен, а от американска – известният американски полярен изследовател Фредерик Алберт Кук.
„Белгия“ отплава от Антверпен на 16 август 1897 и през януари 1898 достига да крайбрежието на Земя Греъм, където Жерлаш дьо Гомери открива планината Солвей (64°20′ ю. ш. 62°30′ з. д. / 64.333333° ю. ш. 62.5° з. д.), Брега Данко (64°38′ ю. ш. 61°40′ з. д. / 64.633333° ю. ш. 61.666667° з. д.), островите Нансен (64°37′ ю. ш. 62°13′ з. д. / 64.616667° ю. ш. 62.216667° з. д.), Лиеж (64°08′ ю. ш. 62°04′ з. д. / 64.133333° ю. ш. 62.066667° з. д.) и Бруклин (64°35′ ю. ш. 62°20′ з. д. / 64.583333° ю. ш. 62.333333° з. д.), протока Жерлаш (64°30′ ю. ш. 62°20′ з. д. / 64.5° ю. ш. 62.333333° з. д., отделящ Антарктическия п-ов от архипелага Палмър и архипелага Палмър (64°20′ ю. ш. 63°00′ з. д. / 64.333333° ю. ш. 63° з. д.).
Времето за по-нататъшни изследвания е изпуснато и корабът е впримчен в ледена хватка в Море Белингсхаузен и започва незапланувано зимуване. Поради недостиг на продукти започва тотална епидемия от скорбут (избягват я само Руал Амундсен и Фредерик Кук, които ловуват и се хранят с тюленово месо, което другите не искат да консумират). На борда няма и зимни дрехи и се налага да бъдат съшивани от одеяла. В жилищните помещения няма отопление. Оказва се, че няма и достатъчно керосин за осветление и хората седят на тъмно. По време на зимуването възниква сериозен конфликт между Жерлаш и Амундсен, който самоволно взема командването в свои ръце и по този начин успява да спаси експедицията от загиване.
Дрейфът на замръзналия кораб продължава 186 дена. На 15 февруари 1899 ледът почва да се троши и Фредерик Кук заставя екипажа ръчно да прокопае 900-метров канал в леда, за да се освободи кораба. На 14 март корабът се освобождава от ледовете и на 5 ноември цялата експедиция без никакви жертви се завръща в Антверпен.

### Френско-белгийска експедиция (1901)
През 1901 Жерлаш дьо Гомери ръководи френско-белгийска експедиция за изследване на о-вите Кергелен, но е отзован още по пътя, поради което се насочва към Персийския залив и се заема с лов на бисерни миди.

### Френската антарктическата експедиция (1902 – 1903)
През 1902 се записва в състава на френската антарктическата експедиция на Жан Батист Шарко, но поради конфликт с Шарко напуска в бразилското пристанище Пернамбуко.

## Следващи години (1903 – 1934)
През 1904 Жерлаш се жени за Сузана Пул, от която има от син и дъщеря.
През 1905 „Белгия“ е купена от белгийския херцог Филип Робер Орлеански и Жерлаш участва в неговите експедиции в Гренландско море (1905), Карско море (1907) и на Шпицберген и архепелага Земя Франц Йосиф (1909).
През 1913 Жерлаш се развежда с жена си. След началото на Първата световна война активно участва в отбраната на Остенде и борбата с подводниците. През 1915 – 1916 пребивава в Норвегия и Швеция и вербува съмишленици за движението борещо се за независимостта на Белгия.
През 1916 Жерлаш сключва втори брак с шведка, от която има един син, който по-късно става полярен изследовател и основава първата белгийска полярна станция в Антарктида.
След войната служи в Генералния щаб, от 1926 е генерален директор на Белгийския ВМФ, а от 1928 – командващ на Белгийския ВМФ.
Умира на 4 декември 1934 година в Брюксел от паратиф на 68-годишна възраст.

## Памет
Неговото име носи проток Жерлаш (64°30′ ю. ш. 62°20′ з. д. / 64.5° ю. ш. 62.333333° з. д.), отделящ Антарктическия п-ов от архипелага Палмър в Антарктика.

## Трудове
- Victoire sur la nuit antarctique. L'expedition de la „Belgica“ 1897 – 1899 (1960).